# Keller

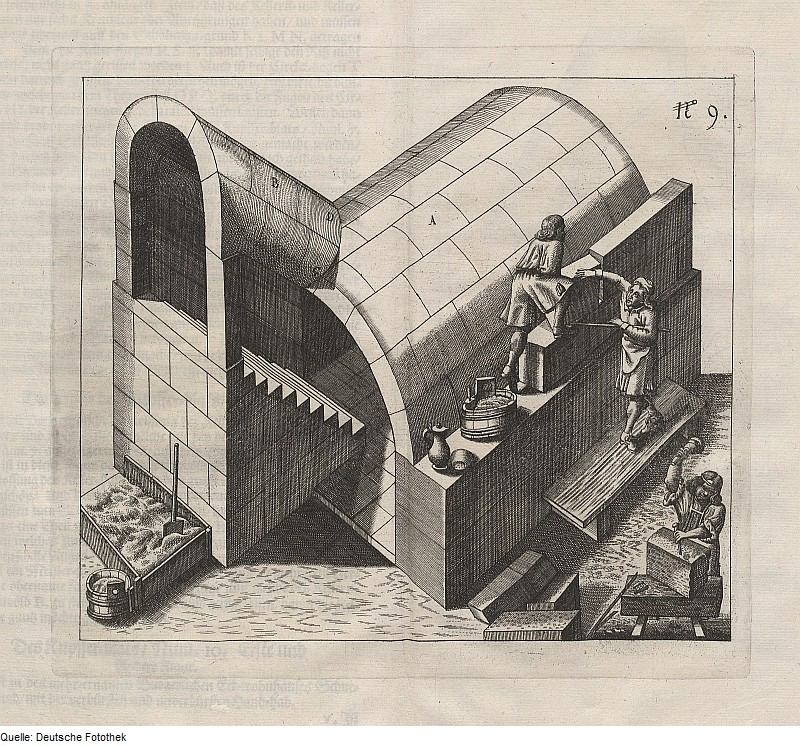
Bau eines Kellergewölbes (1673)

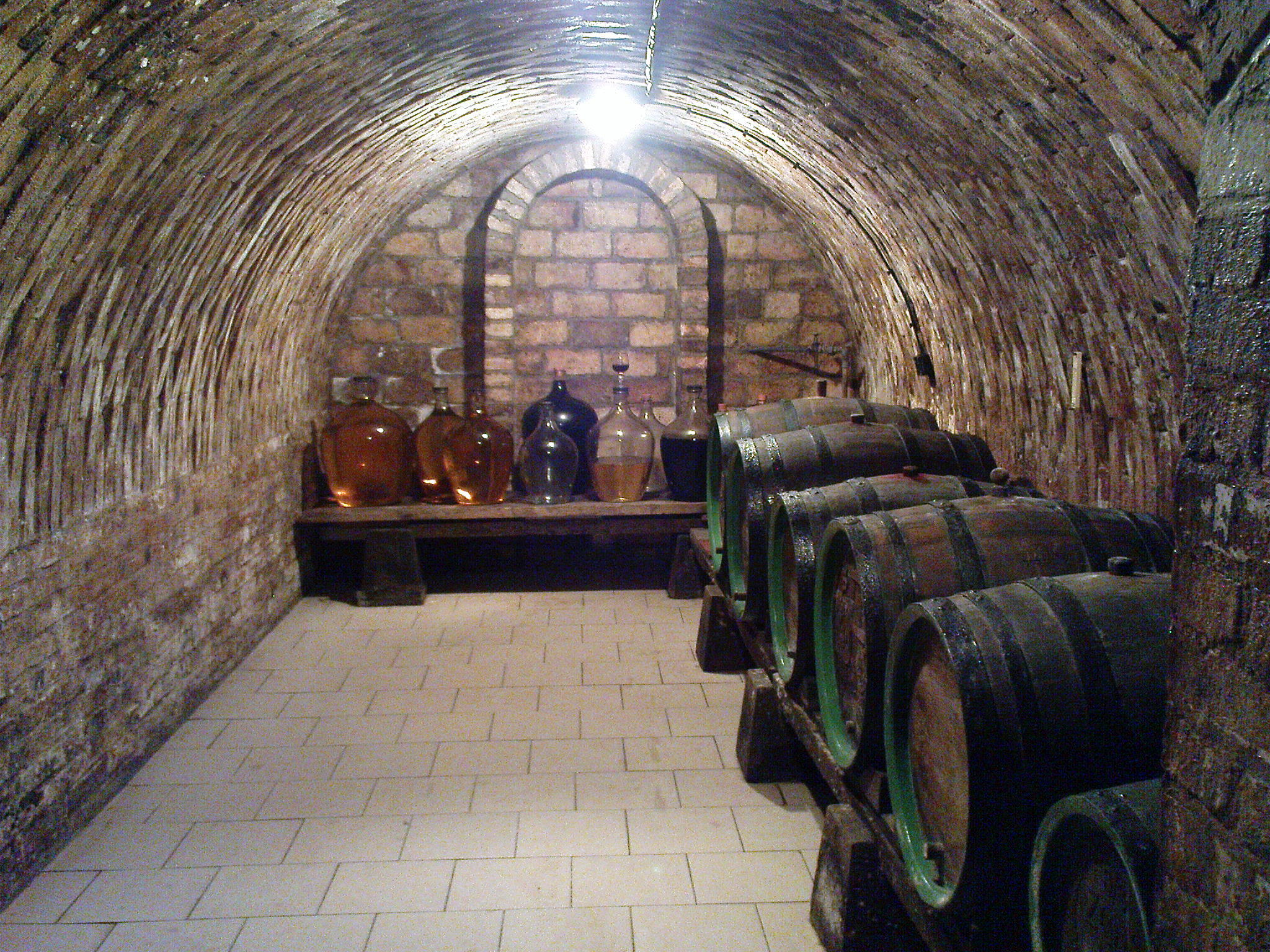
Kellergewölbe

Ein Keller (von lateinisch cellarium; auch „Kellergeschoss“, „Untergeschoss“ oder „Souterrain“ genannt) ist ein geschlossenes Gebäudebauteil, das sich ganz oder zumindest überwiegend unterhalb der Erdoberfläche befindet.
Zweck des Kellers war ursprünglich die Lagerung von Lebensmitteln in kühler Umgebung, da ein Keller eine gleichmäßigere Temperatur aufweist als ein oberirdisches Bauwerk. Durch die Fortschritte in der Entwicklung der Kältetechnik ist diese Bedeutung des Kellers jedoch in den Hintergrund getreten.

## Zum Begriff Keller
Keller gibt es in verschiedenen Bauformen und Ausführungen, die sich in verschiedenen Geschichtsepochen weiterentwickelt haben. So unterscheidet man Erdkeller oder Felsenkeller nach der Beschaffenheit des Baugrunds, einzeln stehende Kellerbauten oder Hauskeller nach der Bauausführung, Weinkeller, Bierkeller, Heizkeller, Eiskeller nach der Nutzung.
Im Französischen wurde der ähnlich klingende Begriff cellier verwendet für einen „Raum mit dicken Wänden, meist in der Nähe der Küche, kühl und dunkel, beleuchtet oder nicht, im Erdgeschoss neben einem Haus oder ein Gebäude, das der Lagerung von Vorräten gewidmet ist“ (Übersetzung aus der französischen Wikipedia). Die Lage zur Erdoberfläche war dabei kein notwendiger Bestandteil der Definition.
Vom Keller zu unterscheidende unterirdische Bauwerke sind:
- Erdhäuser und Wohnhöhlen – der Begriff „Keller“ wird generell für hauswirtschaftliche Nebenräume verwendet, nicht für den Hauptwohnbereich. Wohnungen im Kellerbereich werden deshalb auch als „Souterrain“ oder „Tiefparterre“ bezeichnet.
- Unterirdische Gewölbe für die Bestattung von Toten sind Katakomben sowie die Krypta im Unterbau einer Kirche.
- Als Erdstall werden unterirdische Gangsysteme aus dem Mittelalter bezeichnet, über deren Funktion es unterschiedliche Thesen gibt.
- Kasematten sind unterirdische Gewölbe in Festungen, die dem Schutz und der Verteidigung dienen.
- Das Bergwerk unter Tage dient dem Abbau von Bodenschätzen.
- Ein Tunnel wird hauptsächlich als Transportweg genutzt.

Von „Keller“ als Lagerraum abgeleitet, bezeichnet das Wort Kellerei einen Betrieb zur Herstellung alkoholischer Getränke, wie Wein und Sekt. In der Regel sind Kellereien zur Lagerung ihrer Erzeugnisse auf einen Keller angewiesen, jedoch ist die Lagerung in wärmegedämmten Tanks unter Verwendung moderner Kältetechnik auch ohne Keller möglich.

## Kellertypen

### Hauskeller
Der Hauskeller beschränkt sich meist auf die Grundfläche des darauf stehenden Gebäudes und wird beim Bau angelegt wie ein Erdkeller, wobei allerdings die Grube offen bleibt und mit dem Gebäude überdeckt wird. Hauskeller sind sehr dauerhafte Bauwerke und wurden oft bei Wiederaufbauten nach einer Zerstörung in das neue Haus integriert. So gibt der Keller Aufschluss über die ursprünglichen Grundrisse von Häusern und Straßen in mittelalterlichen Städten, sogar wenn die Häuser nicht mehr aufgebaut wurden, z. B. Neue Straße in Ulm, Neupfarrplatz in Regensburg oder Dresden.

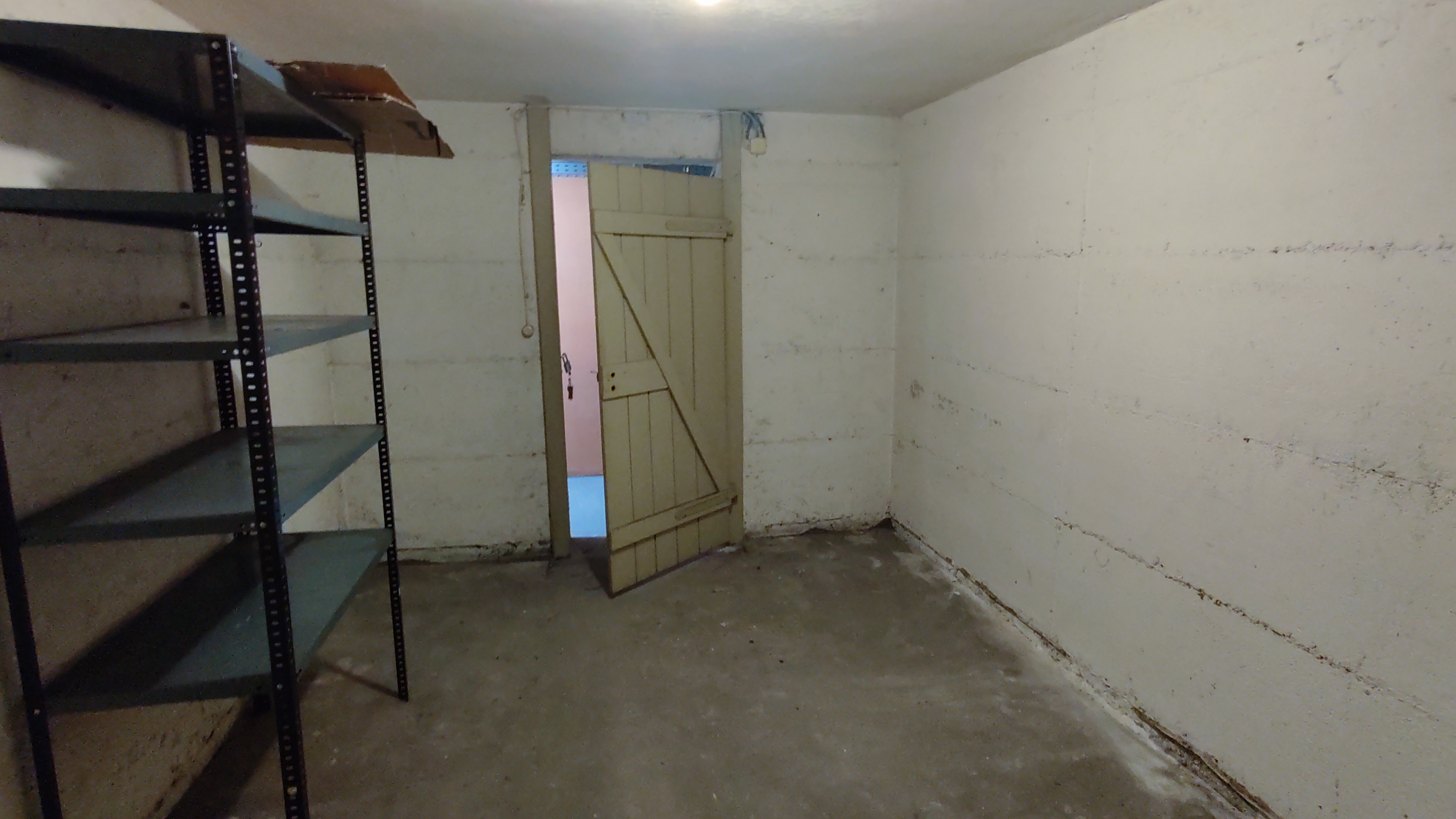
Wohnhauskeller in einem Mehrfamilienhaus
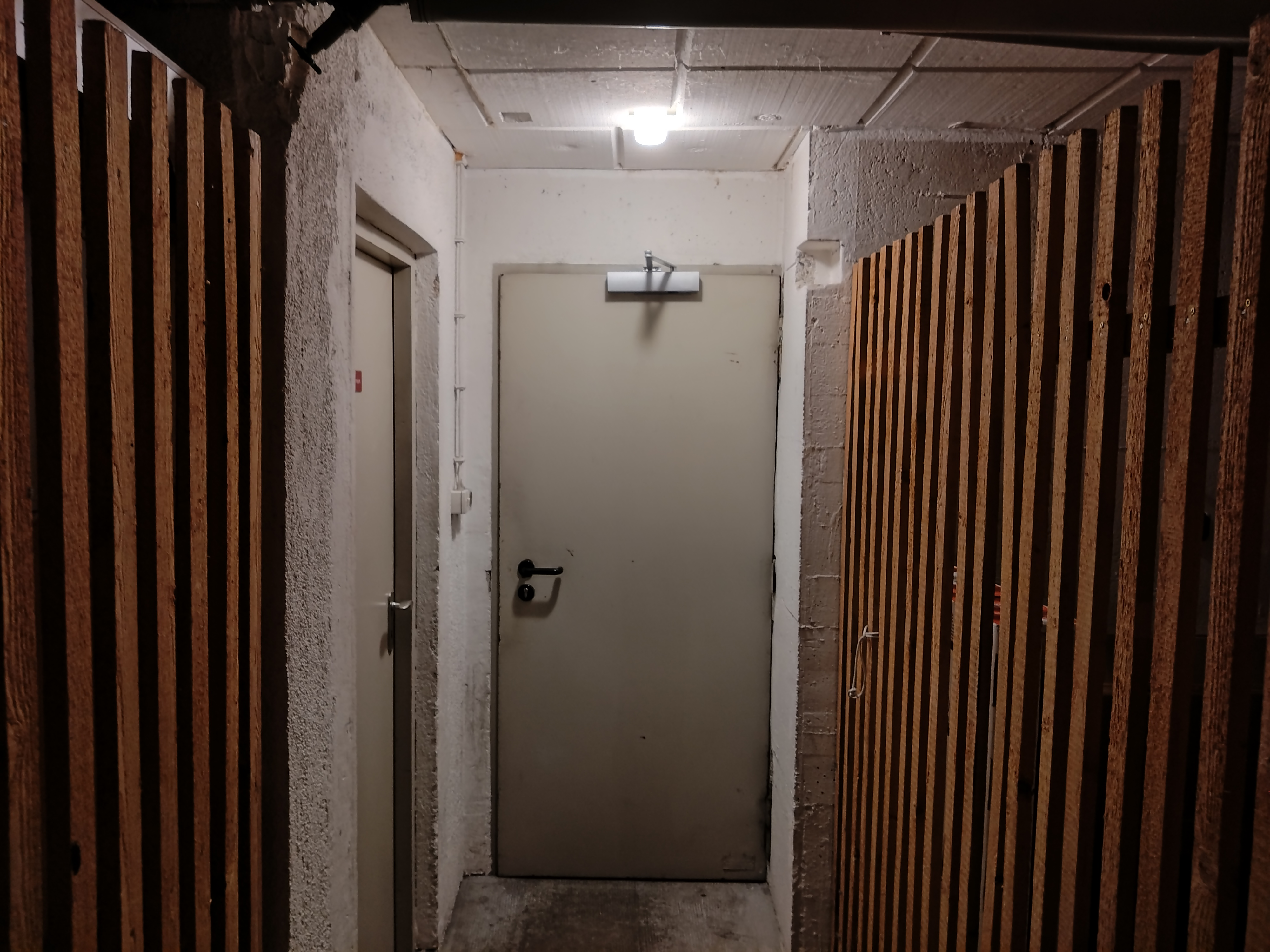
Kellerabteile
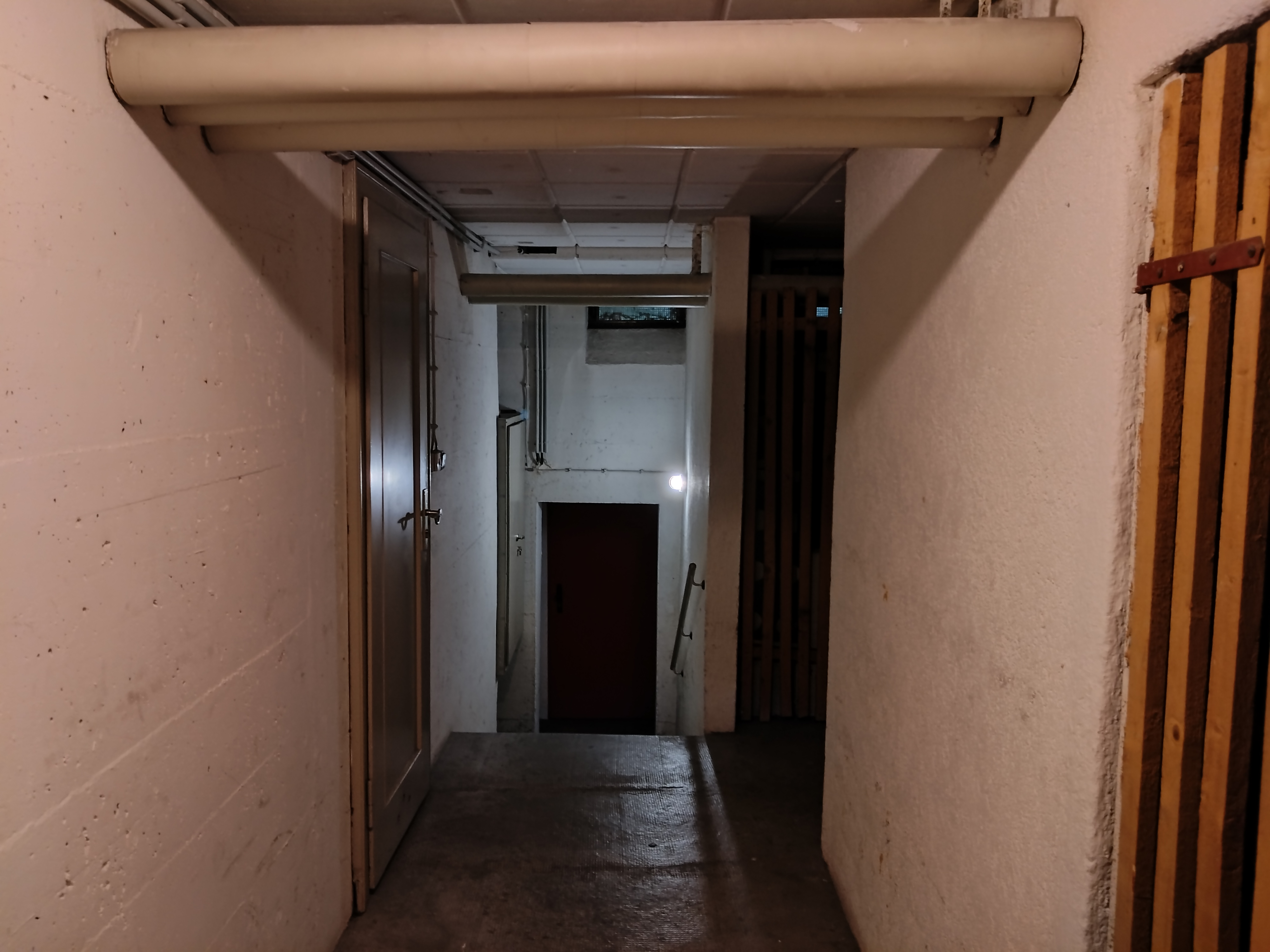
Sichtbare Versorgungsinfrastruktur und Kellerabteile

### Hochkeller

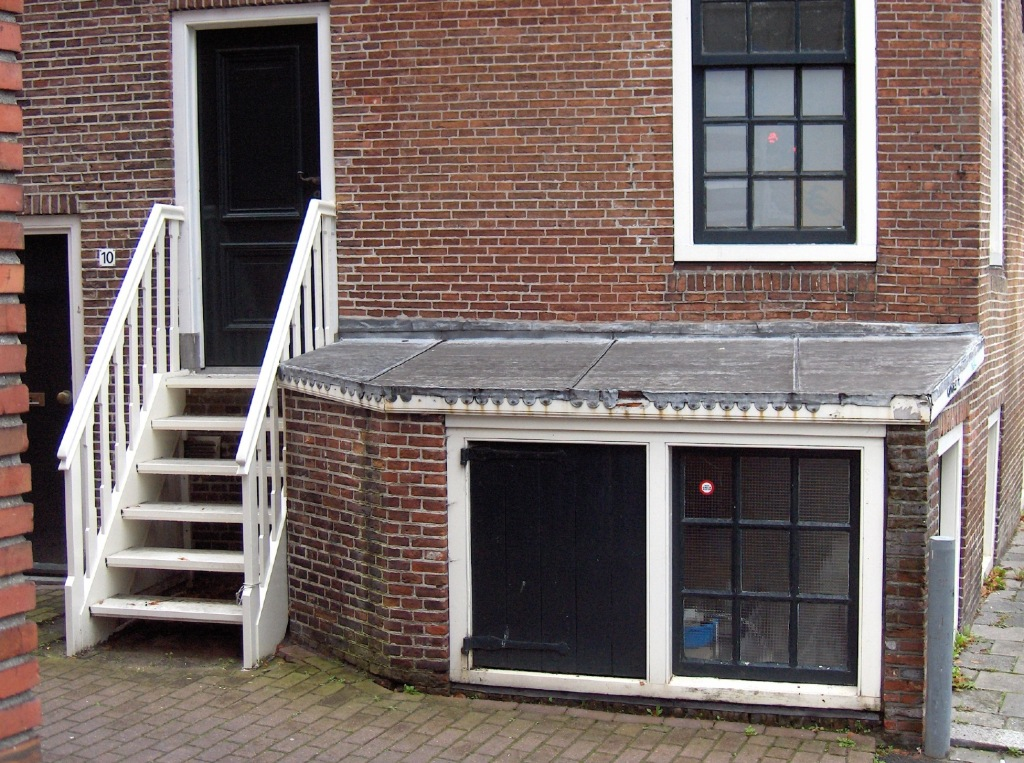
Hochkeller (Souterrain) in Groningen, Niederlande

Wenn das Kellergeschoss konstruktiv mit zumindest einem Teil des Geschosses deutlich (ab 50 cm) oberhalb der Geländeebene ausgeführt ist, sodass auch hier Wohnräume mit ausreichenden Möglichkeiten für eine natürliche Belichtung und Belüftung problemlos untergebracht werden können, bezeichnet man dieses Untergeschoss als Hochkeller. Da ein Hochkeller fast so hell sein kann wie die Räume des übrigen Hauses, wird er gerne für Büro-, Hobby- oder Schlafräume geplant. Wohn- und Arbeitsräume in einem Hochkeller werden als Souterrain bezeichnet.

### Tiefkeller
Von einem Tiefkeller spricht man, wenn die Unterkellerung aus mehreren unterirdischen Geschossen besteht, d. h., besonders in die Tiefe geht, oder es sich um Kellerräume von Gebäuden handelt, die mit ihrer Hauptnutzung ganz oder noch tlw. unterhalb des Geländeniveaus liegen (z. B. Tiefbahnhöfe, Shopping-Center, Museen).
Einzelne Kellerräume, die als Feucht-/Hausanschlussräume früher häufig eine tiefergelegte Sohle erhielten (Kellersumpfraum), zählen nicht als Tiefkeller.

### Kriechkeller

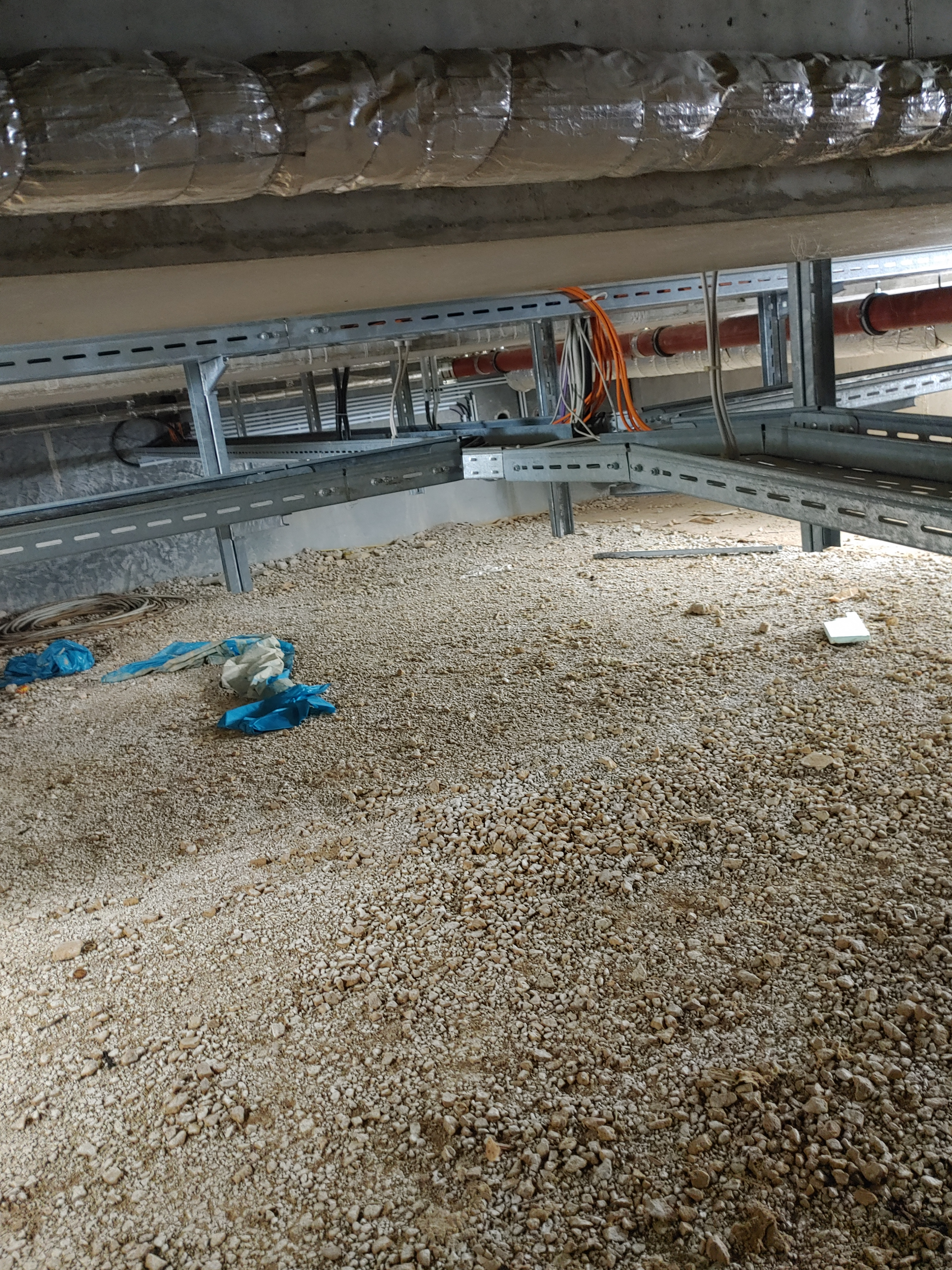
Kriechkeller mit Versorgungstechnik, Höhe ca. 0,8 m

Oft werden Installationsräume für Elektro- und Rohrleitungen aus Kostengründen als „Kriechkeller“ gebaut (auch als „Versorgungstunnel“ bezeichnet). Die Kosteneinsparung kann jedoch durch unentdeckte Schadensereignisse und die damit einhergehenden deutlich teureren Reparaturarbeiten schnell aufgezehrt werden. Da diese Räume oft schwer zugänglich und revidierbar sind, übt die Feuerwehr regelmäßig in modellhaften Nachbildungen dieser Kellerräume Schutz- und Rettungsmaßnahmen mit schwerem Atemschutzgerät, wobei ein bis zu 50 m langer Kriechgang bewältigt werden muss.

### Lochkeller
Der oft als Burgverlies fehlgedeutete „Lochkeller“ ist ein Keller im untersten Geschoss eines Turmes einer Burg. Der Name Lochkeller stammt von dessen Zugang ab, der nur über ein Loch (vgl. Angstloch) in der Mitte des Gewölbes möglich war.

### Felsenkeller
Ein Felsenkeller ist ein in den Felsen geschlagener Hohlraum. In Städten mit geeignetem Felsuntergrund befinden sich oft ausgedehnte Systeme von Felsenkellern, die im Laufe von mehreren Jahrhunderten in den Stein geschlagen wurden. Ein Beispiel sind die Keller unter dem Burgberg in Nürnberg oder die Felsenkeller im oberfränkischen Forchheim. Diese Keller sind oft von Gebäuden aus zugänglich, aber sie dehnen sich weit über die Grundfläche des zugehörigen Hauses aus.

### Feldsteinkeller
Feldsteinkeller finden sich oft unter größeren mittelalterlichen Gebäuden.

### Erdkeller

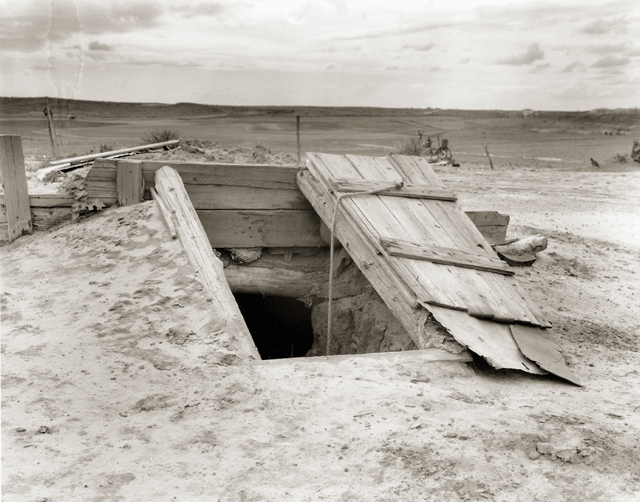
Erdkeller als Sturmschutzraum in der Tornado Alley, Texas

Ein Erdkeller entsteht durch Ausheben eines Loches ins Erdreich, meist an einem Hang, das dann häufig ähnlich wie beim Grubenausbau oder mit seitlichem Mauerwerk und Deckengewölbe ausgebaut wird. Das Gewölbe wird anschließend wieder mit dem Erdreich abgedeckt. Alte Erdkeller befinden sich häufig an den Wegen im Randbereich einer Siedlung, wobei der Eingang des Kellers sich am Weg befindet und nach einem gemauerten Eingangstor als schräger Gang in den Keller führt.
Erdkeller sind meist von mehrere Meter dickem Erdreich überdeckt, da auf diese Weise optimale Temperaturbedingungen erzielt werden können.
Im Erdreich breitet sich Wärme mit ca. acht Metern pro Jahr aus, in vier Meter Tiefe herrscht damit genau die umgekehrte Temperaturkurve wie an der Erdoberfläche. Das bedeutet, die Kälte des Winters trifft genau im Sommer auf den Keller, im Winter dagegen ist der Keller am wärmsten.

### Fertigkeller
Ein Fertigkeller besteht aus vorgefertigten Betonteilen bzw. Betonwänden und wird auf der Baustelle, im Gegensatz zum „klassischen“ Keller, der noch gemauert wird, aus wenigen Einzelteilen zu einem Ganzen zusammengesetzt. Fertigkeller ermöglichen es Bauherren, ihr Bauvorhaben in kürzerer Zeit zu errichten. Da Fertigkeller industriell vorgefertigt werden, erreichen sie eine sehr hohe Passgenauigkeit.
Bauherren, die drückendes Wasser am Grundstück haben, müssen zwingend eine „Weiße Wanne“ bauen, was nur mit einem Fertigkeller möglich ist. Soll ein Haus mit Keller auf einem Grundstück errichtet werden, welches einen guten Versickerungsboden hat, können Bauherren auch eine „Schwarze Wanne“ bauen (Abdichtung mit Bitumen). Die „Schwarze Wanne“ kann mit einem Fertigkeller errichtet werden, aber auch genauso gemauert werden.
Durch die industrielle Vorfertigung setzen sich Fertigkeller seit den 70er Jahren immer mehr durch. Der Marktanteil liegt inzwischen bei 25 %.

## Keller in Wohngebäuden

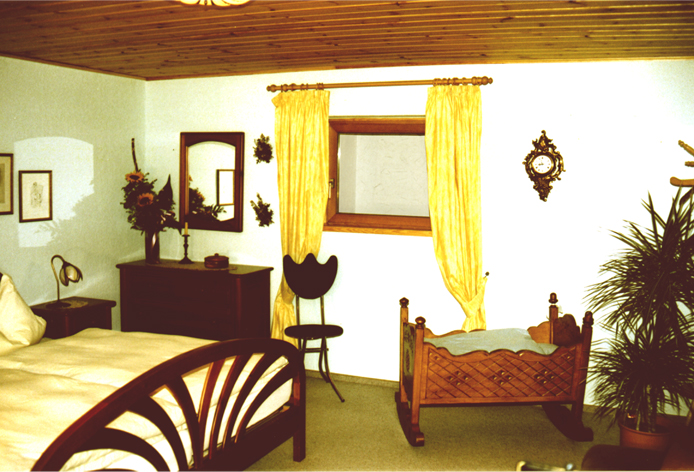
Gästezimmer im Keller

Der Keller eines Wohngebäudes, fachsprachlich auch Untergeschoss genannt, besteht aus dem Fundament, der Grundplatte und den Kellerwänden. Das Fundament und die Grundplatte eines Kellers bestehen fast immer aus Stahlbeton, die Kellerwände aus Beton oder Mauerwerk.
Früher dienten Keller nur als Pufferzone zum kalten und nassen Erdreich. Sie wurden höchstens zur Lagerung benutzt, dies war jedoch in früherer Zeit eine durchaus wichtige Funktion, da wesentlich mehr Vorräte eingelagert wurden als heute. Durch die feucht-kühle Atmosphäre, insbesondere wenn der Boden des Kellers lediglich aus festgestampftem Lehm bestand, konnten Gemüse, Obst und Kartoffeln ohne weitere Konservierung aufbewahrt werden. Auch das notwendige Brennmaterial für die früher durchweg übliche Ofenheizung wie Brennholz oder Kohle fand seinen Platz häufig im Keller.
Neue Abdichtungssysteme, Kellerdämmung, Lichtschächte und Kellerfenster führten dazu, dass Keller heute warm, hell und trocken sind. In ihnen sind heute u. a. Hauswirtschaftraum, Heizungsanlage, Warmwasserspeicher und Regenwassernutzungsanlagen untergebracht. Immer mehr Hausbesitzer nutzen den Keller auch als Arbeits- oder Gästezimmer. Durch regelmäßiges Lüften und Einhalten einer Raumtemperatur von mindestens 18 bis 19 Grad in allen Räumen können Feuchtigkeits- und Schimmelpilzschäden vermieden werden. Zur Vermeidung von Kondensationsfeuchte sollte die Lüftung eines ungedämmten und ungeheizten Kellers im Sommer nur an kalten Tagen oder in den kalten Nacht- oder Morgenstunden erfolgen. Spezielle Lüftungssysteme messen Temperatur und Luftfeuchtigkeit des Kellers sowie der Außenluft und aktivieren die Lüftung nur, wenn keine Kondensation im Keller eintreten kann.
In Deutschland sind die Vorschriften der Landesbauordnung (LBO) des Bundeslandes an Aufenthaltsräume und Fluchtwege zu erfüllen, sofern Wohnungen im Keller liegen sollen. Diese Vorschriften gelten nicht bei zeitweiligem Aufenthalt (in den meisten LBO maximal vier Stunden).

## Moderne Keller

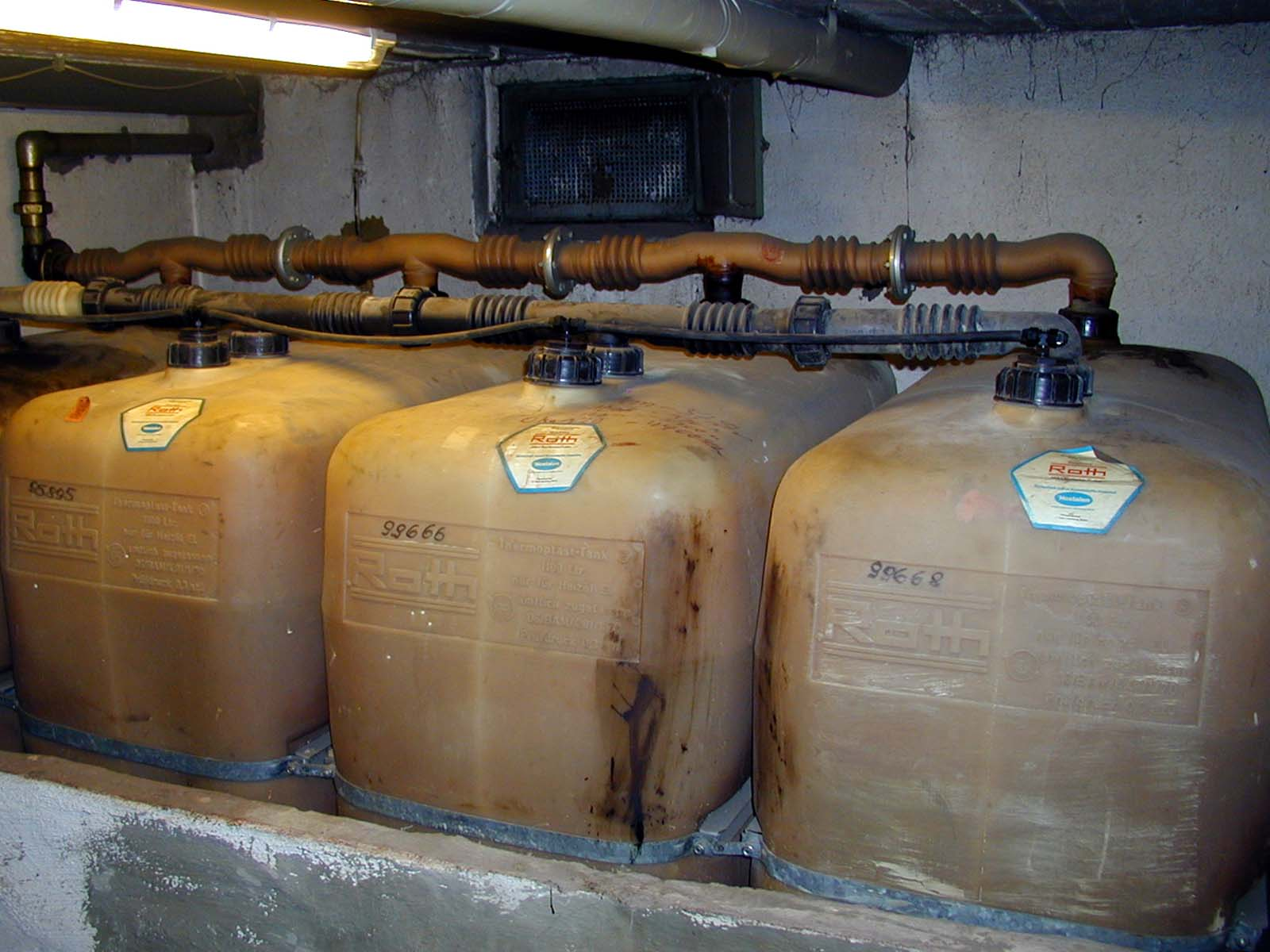
Vier Kunststoff-Tanks für Heizöl in einem Kellerraum

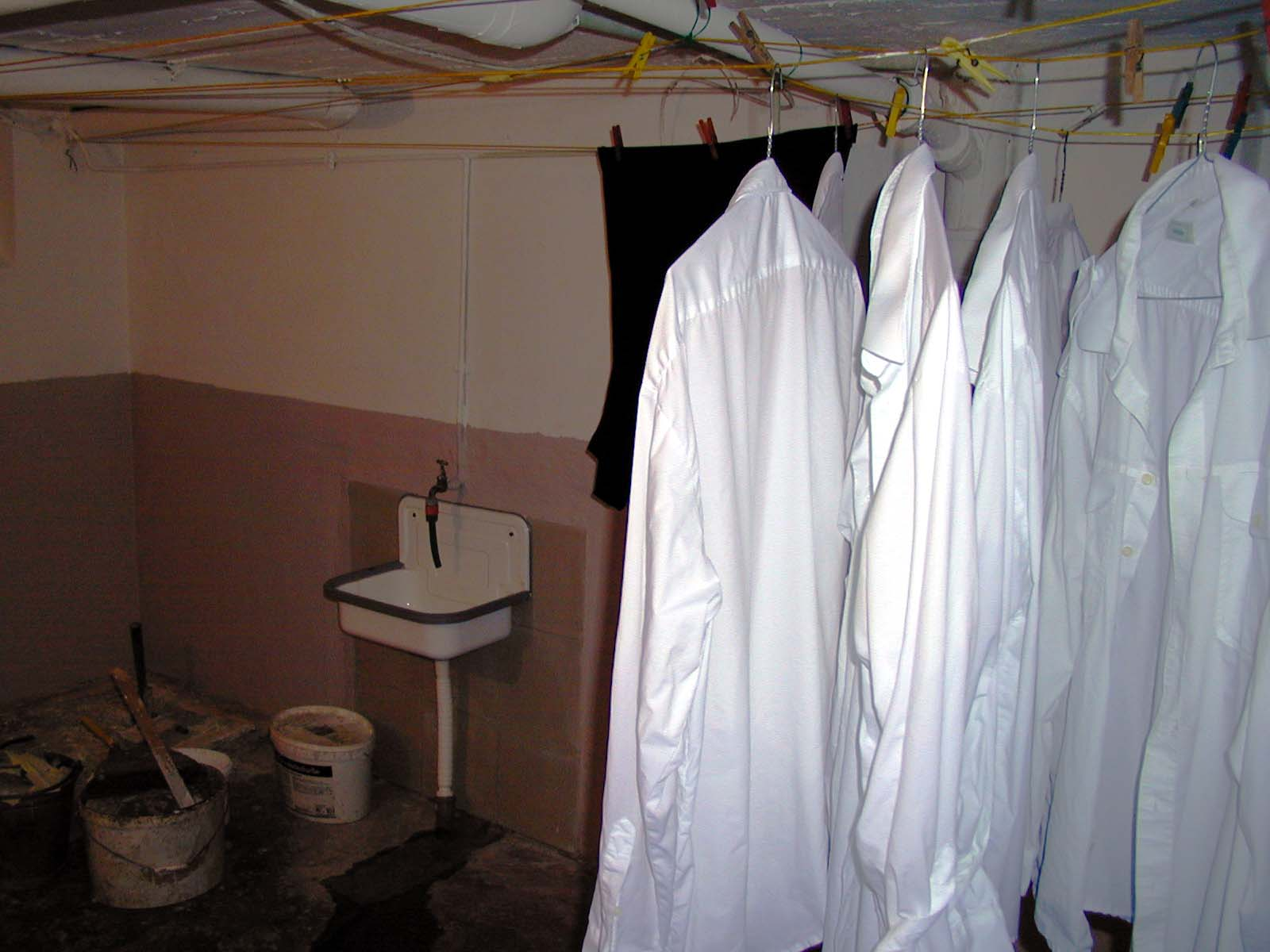
Ein Waschkeller mit Hemden zum Trocknen

Der Keller eines Gebäudes besteht in der Regel aus den Räumen unter der Erdoberfläche und wird fachsprachlich – im Sinne planerischer Vereinheitlichung – meist „Untergeschoss“ genannt.
Der Keller bildet sich in Einfamilienhäusern aus dem Fundament, welches bei modernen Häusern aus Stahlbeton gegossen ist. Teilweise wird er im Rohzustand belassen. Die Grundplatte besteht aus Beton und die Wände entweder aus Beton oder aus Mauerwerk. Dabei unterscheidet man als heute übliche Konstruktionen zwischen der weißen Wanne, bei der die tragenden Konstruktionen selbst wasserundurchlässig sind, indem sie aus wasserundurchlässigem Beton (WU-Beton) hergestellt werden, und abgedichteten Konstruktionen, üblicherweise als schwarze Wanne bezeichnet. Nicht gegen anstehendes Wasser dichte Konstruktionen sind seit den 1930er Jahren nicht mehr üblich und werden im deutschsprachigen Raum heute kaum geplant.
Unterirdische Geschosse sind in der Regel wesentlich teurer als die oberirdischen Gebäudeteile. Da sie sich – in Deutschland wegen Bestimmungen der Landesbauordnungen bzw. wegen der Arbeitsstättenrichtlinien – meist nicht als Aufenthaltsräume eignen, wird ihre Fläche gerne minimiert und nimmt nur die Fläche unter dem Gebäude ein, die für Betrieb und Lagerung notwendig ist. In einem Ein- oder Mehrfamilienhaus dient der Keller als Hobbyraum oder Lager, oft werden einzelne Räume später zu Wohnräumen ausgebaut. Da die Ver- und Entsorgungsleitungen (Gas, Wasser, Elektrizität, Kommunikation) üblicherweise unterirdisch verlegt sind, ist auch der Hausanschlussraum unterirdisch und meist große Teile der Gebäudetechnik wie Heizungs- und Klimaanlagen, Aufzugsmaschinenräume, Anlagen zur Frischwasserversorgung bzw. Abwasseraufbereitung. In Mehrfamilienhäusern sind größere Kellerräume oft in einzelne Kellerverschläge unterteilt, die jeweils zu einer bestimmten Wohnung gehören, die Wände dieser Abteile bestehen meist aus Holzlatten mit Zwischenräumen oder Maschendraht, um die Durchlüftung nicht zu behindern.
In vielen Ländern existieren Vorschriften, was im Keller eines Hauses eingebaut werden muss. Zum Beispiel muss in der Schweiz im Keller eines Einfamilienhauses ein Luftschutzkeller eingebaut werden. Parkräume werden aus Platz- und ästhetischen Gründen ebenfalls gerne unterirdisch als Tiefgaragen angelegt, ebenso in Verwaltungsgebäuden die Kommunikations-Infrastruktur, wie Serverräume etc.
Der Keller wird gerne auch als Waschküche genutzt. In diesem Raum steht die Waschmaschine und es sind Wäscheleinen aufgespannt, wo die gewaschene Wäsche getrocknet werden kann. Diese Vorliebe hat auch mit der Angst der Bewohner zu tun, dass die Waschmaschine bei einem Defekt auslaufen könnte. Bei der Wäschetrocknung im Keller ist auf eine entsprechende Lüftung zu achten, um Kondenswasserschäden zu vermeiden.

## Lüftung und Feuchtehaushalt von Kellerräumen
Gedämmte Kellerräume, die sich weitgehend den Temperaturen der darüberliegenden Aufenthaltsräume anpassen, können ebenso wie diese belüftet werden.
Ungedämmte und unbeheizte Kellerräume können im Winterhalbjahr durch einen konstanten Zustrom kalter Außenluft belüftet und entfeuchtet werden.
Gewölbekeller besaßen zur natürlichen Belüftung in der Regel Schächte, die zum Sockelbereich des Gebäudes hochführten.
Im Sommer führt die Belüftung zur Kondensatbildung auf den kalten Wänden, Decken und Fußböden von ungedämmten Kellern, wenn der Taupunkt der zuströmenden warmen Außenluft unterschritten wird. Ein Hygrometer zeigt dann eine relative Luftfeuchtigkeit nahe 100 % an und der Keller eignet sich nur noch eingeschränkt für Lagerzwecke und höherwertige Nutzungen, da das Kondenswasser zu Durchfeuchtungen und Bildung von Stockflecken führen kann. Je nach Saugfähigkeit des Materials macht sich Tauswasser in Form von feinen Wassertröpfchen oder durch die Bildung von feuchten Flecken an kalten Oberflächen bemerkbar.
Früher wurden die Lüftungsöffnungen im Sommer verschlossen und der kalt-feuchte Keller zur Lagerung von feuchteunempfindlichem Obst, Gemüse sowie Konserven genutzt.
Eine Kondensatbildung kann durch die gezielte Belüftung ungedämmter Kellerräume in den kühlen Nachtstunden vermieden werden.
Eine Lüftung mit Taupunktsteuerung führt dem Keller nur dann Außenluft zu, wenn diese ausreichend kühl und trocken ist, um keine zusätzliche Feuchte einzutragen. Kompaktgeräte können bei hochliegenden Kellern in eine Kernbohrung in der Außenwand eingebracht werden. Bei tiefer liegenden Kellern ist eine vertikale Rohrverlängerung mit außen liegendem Luftbogen (Luftturm) erforderlich. Die Regelung benötigt jeweils einen Temperatur- und Feuchtesensor für die Innen- und die Außenluft, um eine Taupunktunterschreitung im Keller zu vermeiden.
Alternativ kann auch ein Wärmetauscher zwischen Frischluft- und Abluft-Strom, der keine Feuchteübertragung zulässt, genutzt werden, um den Feuchtegehalt der warmen Außenluft zu reduzieren. In diesem Fall bildet sich das Kondensat bereits im Wärmetauscher und muss über eine Leitung oder einen Schlauch abgeführt werden.

## Kellerabdichtung

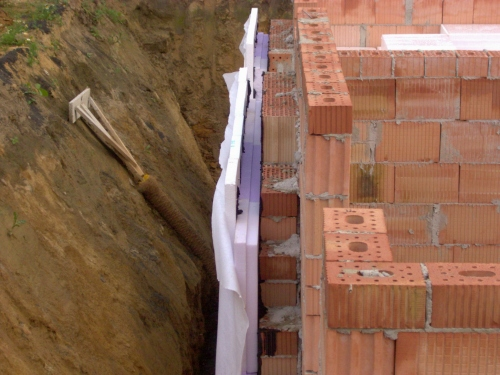
Neubau eines Kellers (von rechts nach links): Mauerwerk (36,5 cm Lochziegel, 17 cm an Stellen, die verblendet werden), Voranstrich, Bitumendichtmasse (3 mm), Wärmedämmplatten, Drainageplatten, Vlies

Unter Kellerabdichtung versteht man das Verhindern von Nässeeindringung durch Schutzanstriche auf der „Positivseite“ (wo die Feuchtigkeit eindringt oder eindringen könnte) und Einbau einer Drainage um die Fundamentplatte.
Für die Abdichtung der Kelleraußenwände gibt es verschiedene Verfahren, die alle der EN 13967 bzw. in Deutschland der DIN 18195 entsprechen sollten: Bitumenmassen / Bitumenbahnen („Schwarze Wanne“) / mineralische Abdichtungen / Wannen aus PVC-Bahnen K-Wanne, die auf dem Mauerwerkskeller „tapeziert“ werden und – ohne Unterputz – eine hinterlaufsichere Abdichtung ergeben. Zudem werden Polystyrol-Drainageplatten aufgeklebt oder Noppenbahnen verlegt. Bei vollständig oder teilweise als Wohnraum ausgebauten Kellern werden die betreffenden Räume zusätzlich wärmegedämmt. Diese Dämmung wird zwischen der Abdichtung und den Drainageplatten angebracht. Um ein Verschmutzen der Drainageplatten zu verhindern, wird ein Vliesstoff angebracht, Noppenbahnen haben diesen meist bereits werkseitig aufgeklebt.
Alternativ besteht auch die Möglichkeit, einen Keller komplett aus (WU-)Beton anzufertigen („Weiße Wanne“). Mit entsprechender Perimeterdämmung ist ein solcher ebenfalls als Wohnkeller nutzbar. Die Vorteile dabei bestehen aus der meist schnelleren Fertigstellung (besonders bei Fertigbauteilen) sowie aus dem teilweise besseren Schutz gegen von außen eindringende Feuchtigkeit.
Ist die nachträgliche Abdichtung auf der Außenseite nicht möglich, kann auch eine Kellerabdichtung „auf der Negativseite“ oder „Negativabdichtung“ (auf der Seite des Bauteils, die der dem Wasser ausgesetzten Seite des Bauteils gegenüberliegt bzw. wo die Feuchtigkeit austritt) erfolgen, hierzu werden (wie auch bei der Abdichtung und Instandsetzung von Zisternen) verschiedene Systeme verwendet:
- Bitumen-Kautschuk-Anstriche
- Dichtschlämme auf Zementbasis, die wasserführende Poren verstopfen
- Beschichtung mit Epoxidharzen oder Polyurethan
- Injektion (Einspritzen) von Silikonölemulsionen, flüssigem Paraffin oder Polyurethanharzen
- Bitumendickbeschichtung (Bitumen-Polyurethan-Gemische)
- Vlies-/PVC-Bahnen (K-Wanne),

jeweils eventuell mit anschließendem Aufkleben von selbstklebenden Bitumenbahnen oder Fliesen.
Die zugehörige DIN 18195 unterscheidet verschiedene Belastungsfälle, für die jeweils gelindere Mittel möglich sind, je nachdem wie schnell das Regenwasser außen absickert oder im Boden verbleibt. Sickert das Regenwasser bei einem schotterig-durchlässigen Boden schnell am Keller vorbei, kann die Innenabdichtung anders erfolgen als bei einem lehmig-bindigen Boden, bei dem sich Regenwasser an der Kellerwand staut oder gar in größerem Maße eindringt.
Gegebenenfalls ist eine Horizontalsperre gegen aufsteigende Kapillarfeuchtigkeit notwendig.
Im Juli 2017 wurde die DIN 18195 durch neue und übersichtliche Einzelnormen ersetzt. Diese beziehen sich jeweils auf verschiedene Bauteile am Gebäude. In der neuen DIN 18533 wurden neue Baustoffe und Abdichtungstechnologien mit aufgenommen, um dem anerkannten Stand der Technik gerecht zu werden. Die DIN 18533 unterscheidet nicht mehr nach den vier klassischen Lastfällen, die sich auf die Art der Wasserentstehung beziehen, sondern nach Einwirkungsart und Einwirkungsintensität auf das betreffende Bauteil. Grund-, Schichten- und ungedräntes Stauwasser werden in der Norm gleich behandelt.